# Дощові ліси Палавану

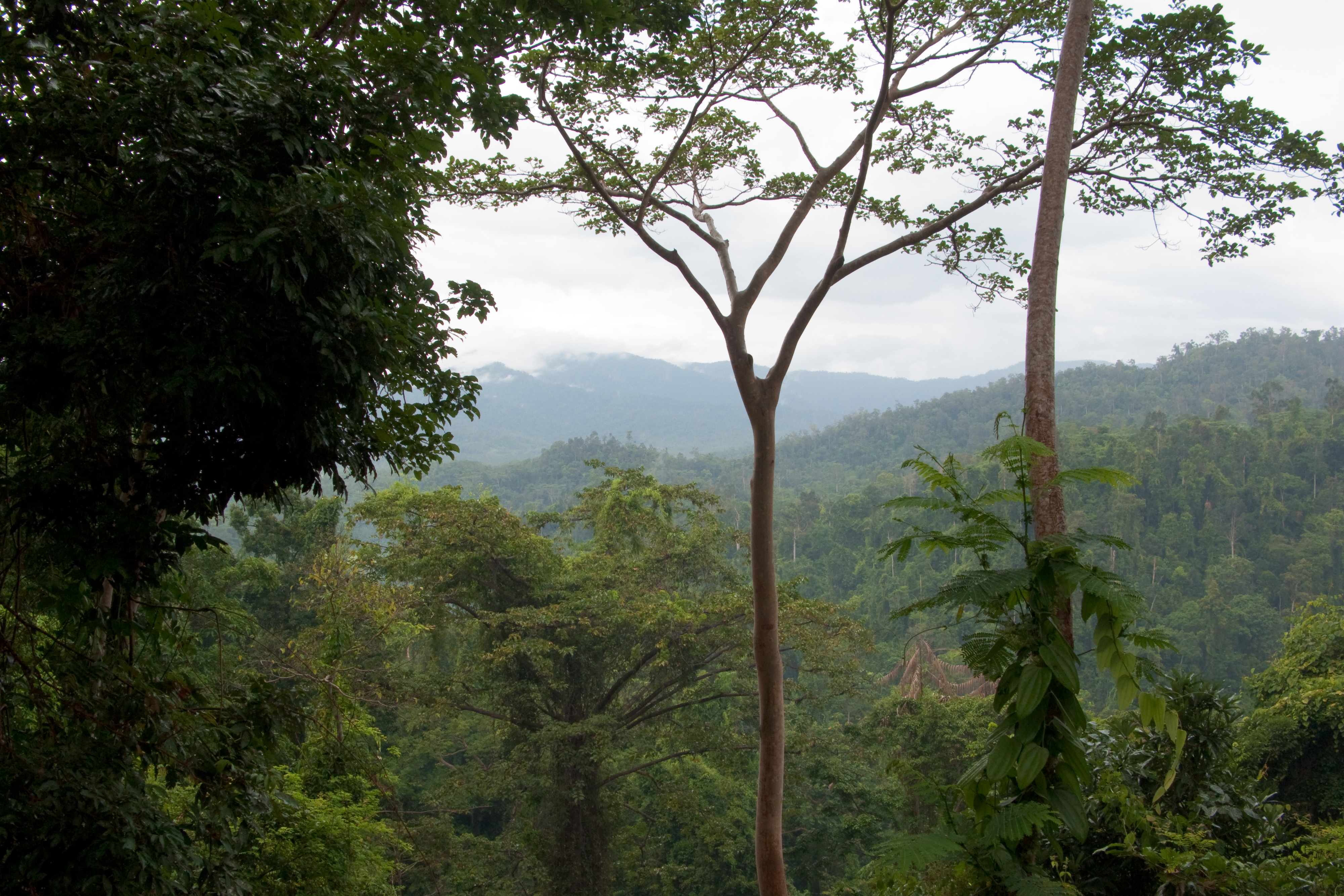
Дощовий ліс в горах Палавану

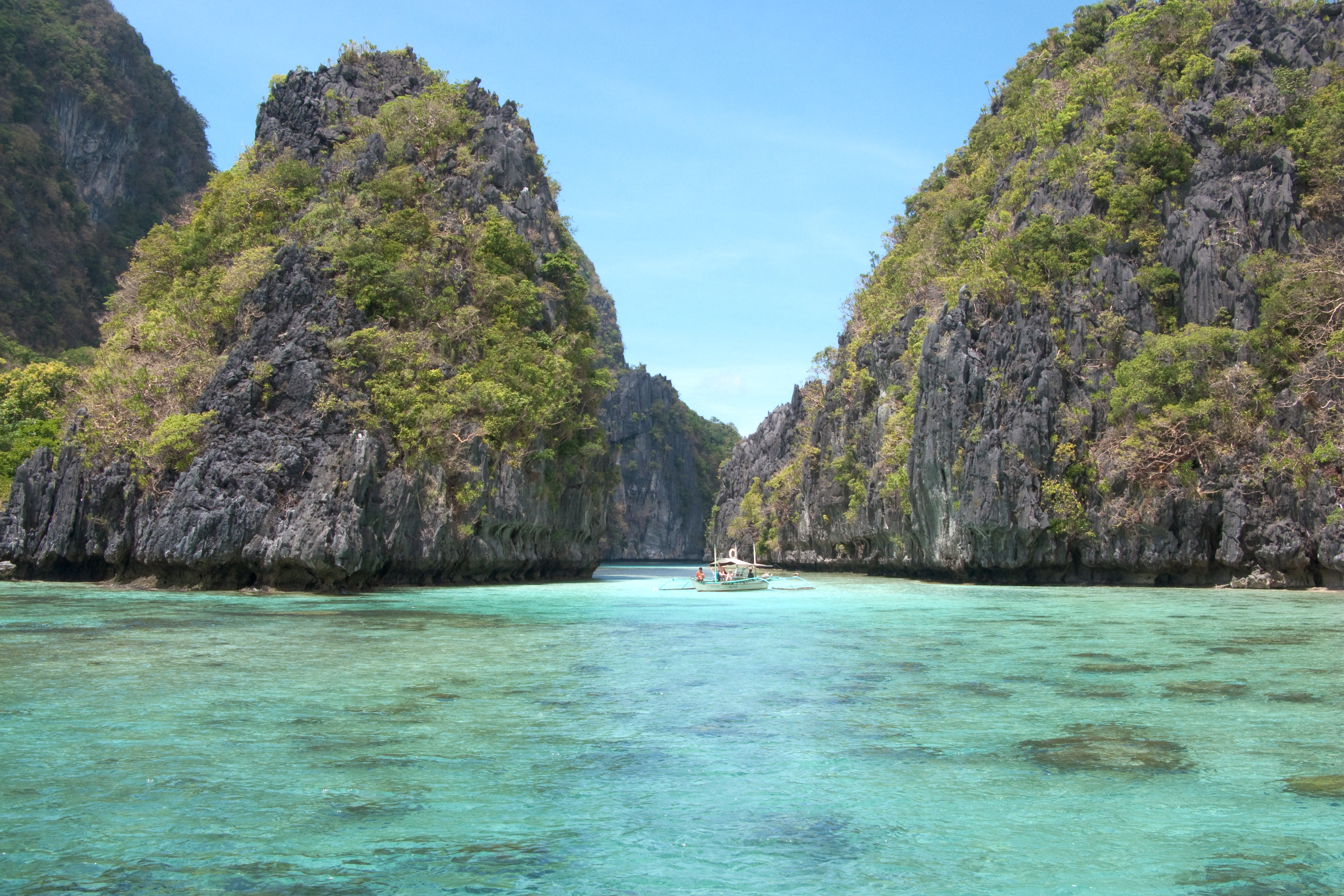
Лагуна Бакуїт на Палавані

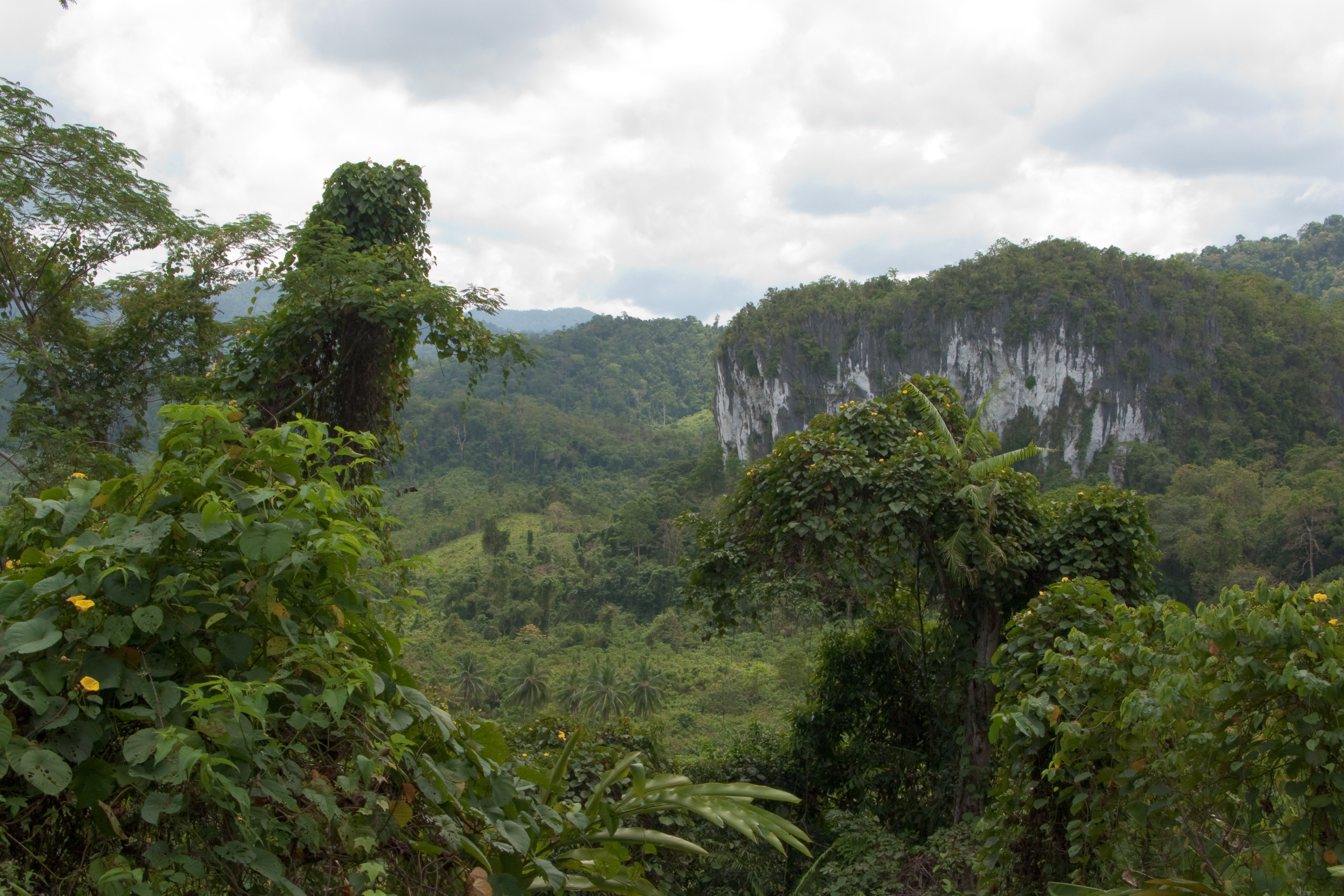
Вапнякові скелі Палавану

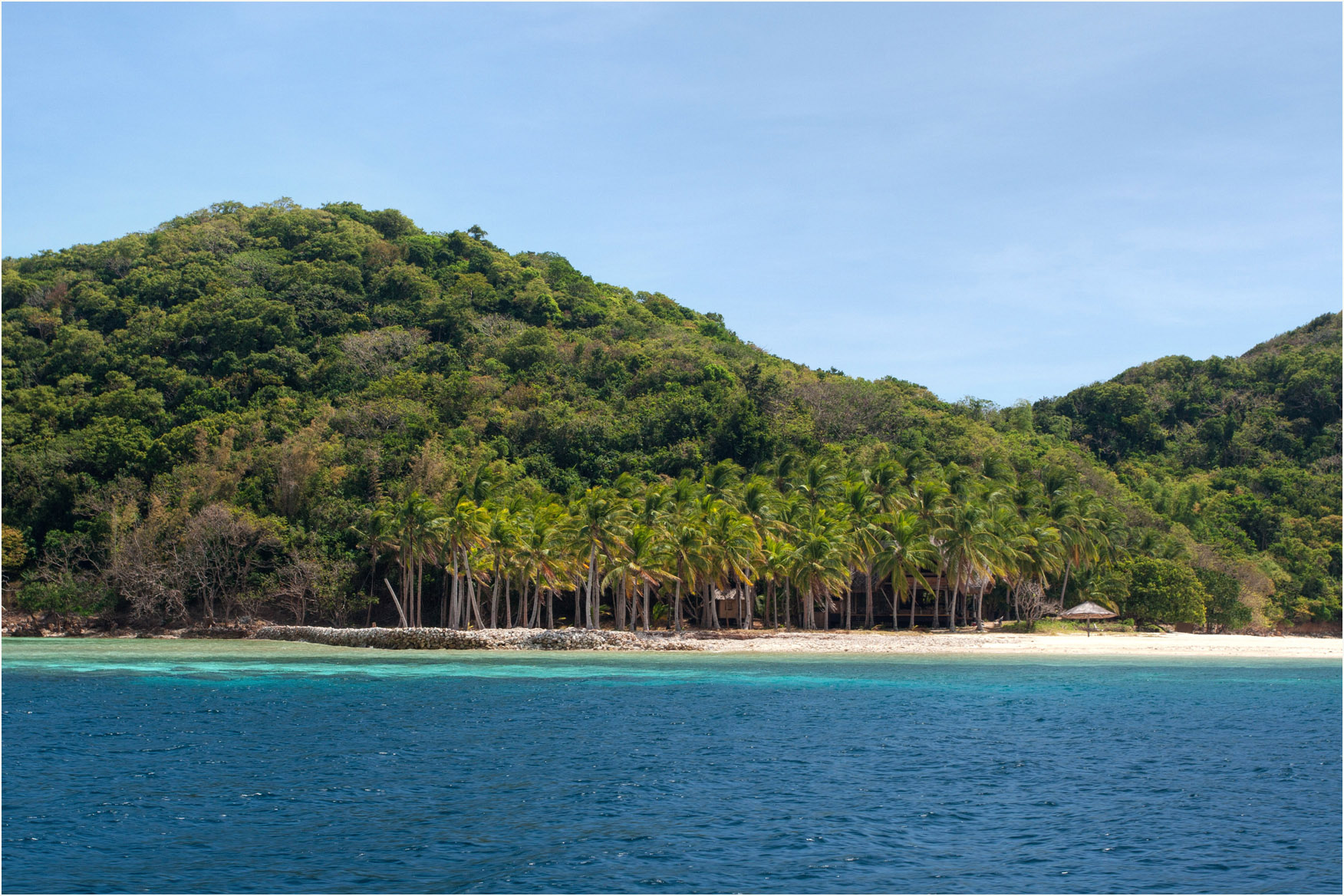
Ліси на узбережжі острова Каліпіпіт (Каламіанські острови)

Дощові ліси Палавану (ідентифікатор WWF: IM0143) — індомалайський екорегіон тропічних та субтропічних вологих широколистяних лісів, розташований на заході Філіппін. Він вирізняється високим біорізноманіттям та рівнем ендемізму.

## Географія
Екорегіон дощових лісів Палавану охоплює Палаванський архіпелаг, розташований на заході Філіппін. Він простягається на 600 км з південного заходу на південний схід, між Південнокитайським морем на півночі та морем Сулу на півдні. Окрім Палавану, шостого за площею острова Філіппін, до екорегіону також входять острови Балабак, Думаран та Каламіан.
Палаван разом островами Каламіан та островом Міндоро відділився від Євразії приблизно 32 мільйони років тому, перемістився на південний схід, що супроводжувалося розширенням Південнокитайського моря, став частиною Філіппінського архіпелагу приблизно 17 мільйонів років тому і остаточно піднявся над водою приблизно 5-10 мільйонів років тому. Довжина цього острова становить близько 260 км, а середня ширина — лише 25—30 км. Посередині острова простягається гірський масив зі стрімкими схилами (ухил половини з них перевищує 30 °). Найвищою вершиною регіону є гора Манталінгаджан заввишки 2086 м.
Глибина Балабакської протоки, розташованої між Балабаком та Калімантаном, становить близько 100 м, а Північно-Балабакської протоки між Балабаком та Палаваном, — близько 145 м. У середині плейстоцену, коли рівень Світового океану був на 160 м нижчим, ніж зараз, Палаван поєднувався з Сундалендом сухопутним мостом, а під час останнього льодовикового періоду, коли рівень моря був на 120 м нижчим, ніж зараз, Палаван був відділений від материкової Південно-Східної Азії вузькою протокою. Таким чином, біогеографічно екорегіон був завжди відділений від решти Філіппін і є частиною Воллесії.

## Клімат
На більшій частині екорегіону переважає саванний клімат (Aw за класифікацією кліматів Кеппена), а на півночі і півдні — мусонний клімат (Am за класифікацією Кеппена). На північному заході Палавану сухий сезон триває з листопада по травень, а вологий сезон — з червня по жовтень. На решті острова короткий сухий сезон триває від одного до трьох місяців. З просуванням з півночі на південь східне узбережжя острова стає все сухішим, ніж західне. Середня максимальна температура в регіоні становить 31 °C, температура протягом року коливається незначно.

## Флора
На островах екорегіону зустрічаються різноманітні рослинні угруповання: прибережні ліси, рівнинні та гірські дощові ліси, напівлистяні ліси тощо. Основу прибережних лісів становлять волокнистолисті калофіллуми (Calophyllum inophyllum), шорсткі канаріуми (Canarium asperum var. asperum), острівні лічі (Pometia pinnata), палаквіуми Дюбара (Palaquium dubardii) та різні види фікусів (Ficus spp.). У внутрішніх районах Палавану вони переходять у вічнозелені та напіввічнозелені дощові ліси.
Рівнинні вічнозелені дощові ліси вкривають 31 % території Палавану. В них переважають представники родини діптерокарпових (Dipterocarpaceae), зокрема стрункі діптерокарпуси (Dipterocarpus gracilis), великоцвіті діптерокарпуси (Dipterocarpus grandiflorus), широколисті балларти (Exocarpos latifolius) та свайнтонії Фоксворта (Swintonia foxworthyi), а також різні види аглай (Aglaia spp.), фікусів (Ficus spp.) та тристанопсисів (Tristaniopsis spp.). Тихоокеанські горіхи (Dracontomelon dao), індійські буки (Pongamia pinnata) та різноманітні сизигіуми (Syzygium spp.) виступають як емерджентні дерева, підіймаючись над лісовим наметом. В підліску поширені ліани та саговники. На півдні Палавану у дощових лісах домінують хвощелисті казуарини (Casuarina equisetifolia).
На східній половині Палавану, що лежить у дощовій тіні, переважають вологі напівлистяні ліси, частина дерев в яких скидає листя у березні-травні, наприкінці сухого сезону. На стрімких схилах, вкритих тонким шаром ґрунту, ростуть дерева середнього зросту (до 15 м заввишки). Серед дерев, поширених у напівлистяних лісах Палавану, слід відзначити келумбукове дерево (Pterocymbium tinctorium), різнолисті птероспермуми (Pterospermum diversifolium), пишноцвіті гаруги (Garuga floribunda) та різні види гіменодіктіонів (Hymenodictyon spp.).
У гірських дощових лісах, поширених на висоті від 800 до 1500 м над рівнем моря, переважають хвощелисті казуарини (Casuarina equisetifolia), різні види тристанопсисів (Tristaniopsis spp.) та ліцей (Litsea spp.). У високогір'ях Палавану поширені амбонські сосни (Agathis dammara), гребінчасті дакридіуми (Dacrydium pectinatum), багатокитицеві ногоплідники (Podocarpus polystachyus), широколисті гнетуми (Gnetum latifolium), саговники Вейда (Cycas wadei), скельні коричники (Cinnamomum rupestre) та деревопоподібні папороті з роду Angiopteris.
На острівцях, що оточують Палаван, а також у внутрішніх районах острова, на вапнякових ділянках, ґрунти яких погано утримують вологу, поширені вапнякові ліси. В них переважають сріблясті аглаї (Aglaia argentea), молочаї Euphorbia lacei, а також різні види антідесм (Antidesma spp.), дріпетесів (Drypetes spp.), гомфандр (Gomphandra spp.), стеркулій (Sterculia spp.), драконових дерев (Dracaena spp.) та бегоній (Begonia spp.).
В районі гори Вікторія в центральному Палавані, в місцевостях, де переважають ультраосновні породи, зустрічаються особливі лісові угруповання. У них переважають ті ж види, що й у напівлистяних лісах. Деякі види, зокрема дрібноцвіті сцеволи (Scaevola micrantha), болотяні брекенріджії (Brackenridgea palustris var. foxworthi), широколисті балларти (Exocarpos latifolius) та світлолисті філлантуси (Phyllanthus lamprophyllus), є характерними індикаторами важких металів. Також в цих лісах зустрічаються ендемічні філіппінські непентеси (Nepenthes philippinensis).
Загалом флора екорегіону вирізняється високим різноманіттям та рівнем ендемізму. На Палавані зростає понад 3500 видів квіткових рослин, 20 % з яких є ендемічними. Понад дві третини екорегіону продовжують вкривати ліси, однак внаслідок вирубки та перетворення на сільськогосподарські угіддя частина з них деградувала.

## Фауна
Фауна екорегіону вирізняється високим різноманіттям та рівнем ендемізму. Понад 90 % видів ссавців, поширених в екорегіоні, належать до родів, представники яких також зустрічаються на Калімантані, а серед нелітаючих ссавців понад половина є ендемічними.
Серед ендемічних ссавців, поширених на островах екорегіону, слід відзначити палаванську свиню (Sus ahoenobarbus), філіппінського панголіна (Manis culionensis), палаванську тупаю (Tupaia palawanensis), палаванського смердючого барсука (Mydaus marchei), палаванську білозубку (Crocidura palawanensis), філіппінського їжатця (Hystrix pumila), південно-палаванську деревну білку (Sundasciurus steerii), палаванського колючого щура (Maxomys panglima), палаванську щіткохвосту мишу (Chiropodomys calamianensis) та палаванського крилана (Acerodon leucotis).
Каламіанські олені (Axis calamianensis), каламіанські тупаї (Tupaia moellendorffi), куліонські білки (Sundasciurus moellendorffi) та бусуанзькі білки (Sundasciurus hoogstraali) є ендеміками Каламіанських островів, батакські білозубки (Crocidura batakorum), палаванські політухи (Hylopetes nigripes), північно-палаванські деревні білки (Sundasciurus juvencus), палаванські гірські білки (Sundasciurus rabori) та гірські палаваномиші (Palawanomys furvus) — острова Палаван, а філіппінські оленьки (Tragulus nigricans) — острова Балабак та сусідніх островів.
Серед інших ссавців, поширених в екорегіоні, слід відзначити філіппінського макаку-крабоїда (Macaca fascicularis philippensis), яванського кота (Prionailurus javanensis), азійського мусанга (Paradoxurus hermaphroditus), малайську віверу (Viverra tangalunga), палаванського бінтуронга (Arctictis binturong whitei), азійську видру (Aonyx cinereus), дрібну ранімишу (Haeromys pusillus), східного зондського щура (Sundamys muelleri), малайського пацюка (Rattus tiomanicus), велетенського крилана або калонга (Pteropus vampyrus) та багатьох інших кажанів та криланів.
Орнітофауна екорегіону також характеризується високим різноманіттям, рівнем ендемізму та спорідненістю з орнітофауною Борнео. Близько 23 видів птахів зустрічаються лише на Палавані та Калімантані і відсутні на інших островах Філіппін. Це вказує на те, що Палаван був важливим екологічним мостом, через який відбувалося заселення Філіппінського архіпелагу птахами з материкової Південно-Східної Азії.
Серед ендемічних птахів, поширених в екорегіоні, слід відзначити зеленокрилого віялохвоста (Polyplectron napoleonis), палаванського корнудо (Batrachostomus chaseni), палаванську сплюшку (Otus fuliginosus), палаванського птаха-носорога (Anthracoceros marchei), палаванського дзьобака (Dinopium everetti), палаванського папугу-віхтьохвоста (Prioniturus platenae), палаванського дронго (Dicrurus palawanensis), кобальтового монарха-довгохвоста (Terpsiphone cyanescens), палаванську синицю (Pardaliparus amabilis), палаванського бюльбюля (Pycnonotus cinereifrons), палаванського бюльбюля-бороданя (Alophoixus frater), палаванського оливника (Iole palawanensis), палаванську тимелію (Malacopteron palawanense), палаванську тимелію-темнодзьоба (Zosterornis hypogrammicus), сіроголову тордину (Pellorneum cinereiceps), рудокрилу тимелійку (Ptilocichla falcata), чорну шаму (Copsychus niger), палаванську нільтаву (Cyornis lemprieri), палаванську мухоловку (Ficedula platenae), палаванського красняка (Prionochilus plateni), блідого павуколова (Arachnothera dilutior), палаванську ірену (Irena tweeddalii) та палаванського зеленчика (Chloropsis palawanensis). Майже ендемічними представниками регіону є сулуйські пінони (Ducula pickeringii), мантананійські сплюшки (Otus mantananensis), палаванські ворони (Corvus pusillus) та дуже рідкісні філіппінські какаду (Cacatua haematuropygia).
Герпетофауна екорегіону включає ендемічних палаванських рогатих жаб (Pelobatrachus ligayae), палаванських крихітних жаб (Alcalus mariae), палаванських пласкоголових жабок (Pelophryne albotaeniata), палаванських геконів (Gekko palawanensis), палаванських вовчих геконів (Luperosaurus palawanensis), дасій Гриффіна (Dasia griffini), палаванських варанів (Varanus palawanensis) та філіппінських лісових черепах (Siebenrockiella leytensis). На острові Бусуанга, найбільшому в групі Каламіанських островів, раніше зустрічалися філіппінські крокодили (Crocodylus mindorensis), найрідкісніші крокодили світу, однак наразі ці тварини в регіоні вимерли.

## Збереження
Оцінка 2017 року показала, що 11 709 км², або 86 % екорегіону, є заповідними територіями. Палаванський природний заповідник площею 7614 км² охоплює майже весь острів Палаван. Тим не менше, лісозаготівля та видобування нафти і природного газу загрожують збереженню природи екорегіону. У 1999 році Національний парк підземної річки Пуерто-Принцеса був внесений до списку Світової спадщини ЮНЕСКО.